# Kerk van St Mary the Great (Cambridge)

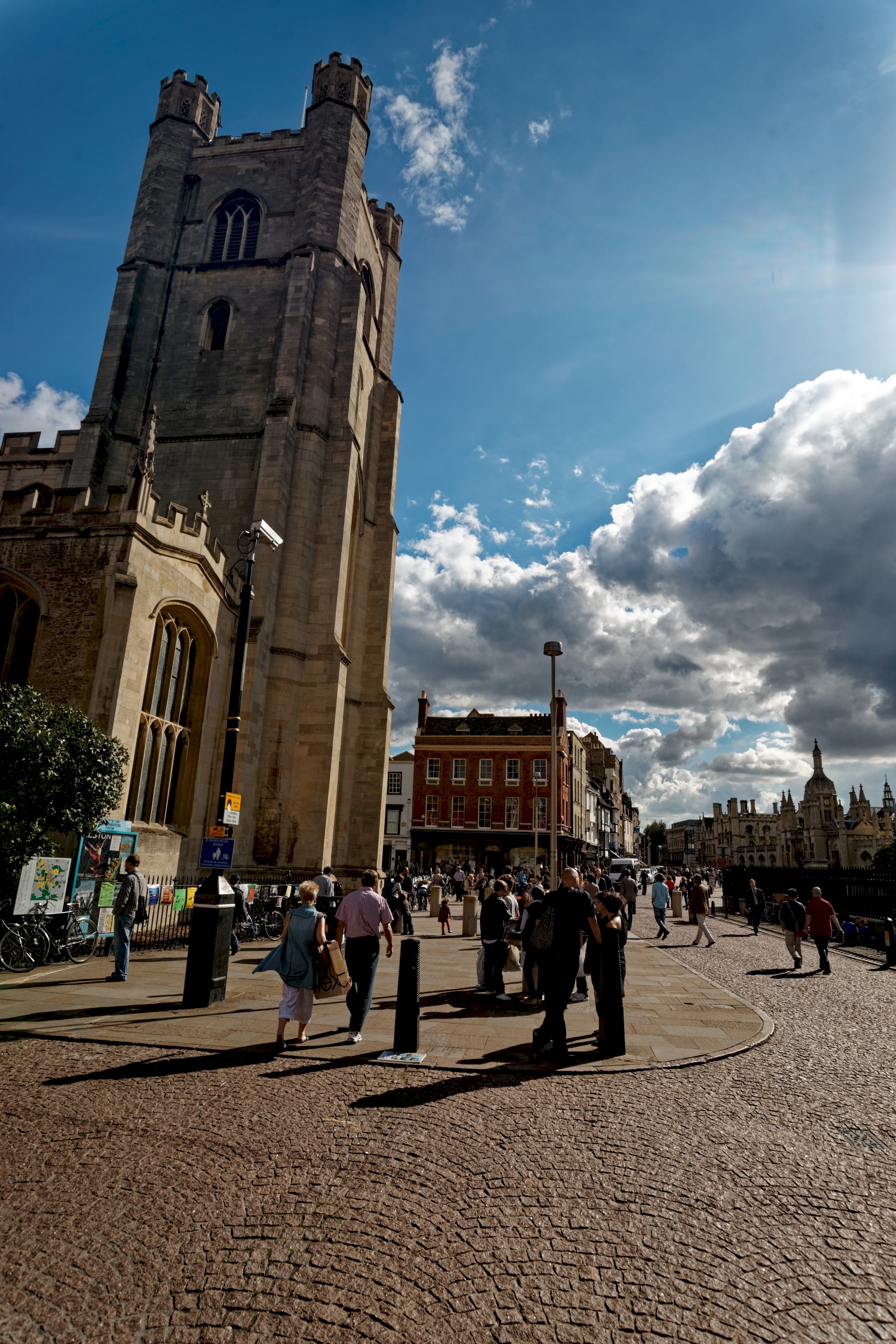

St Mary the Great is een parochie- en universiteitskerk van de Anglicaanse Kerk aan het noordelijke uiteinde van King's Parade (straat) in het centrum van Cambridge. Het staat plaatselijk bekend als Great St Mary's of afgekort GSM (er is namelijk ook een kerk die "Little St Mary's" heet). De kerk is onderdeel van het "Greater Churches Network". St Mary the Great staat op de Statutory List of Buildings of Special Architectural or Historic Interest.
Naast een parochiekerk in het bisdom Ely is het de universiteitskerk van de Universiteit van Cambridge. De kerk herbergt ook de "Universiteitspreken", de Universiteitsorgel en de Universiteitsklok. 